# Козак-Савицька Ірина
Ірена Йосифівна Савицька, у шлюбі Козак (псевдо: «Бистра»; нар. 30 жовтня 1925, Львів — пом. 19 листопада 2015, Мюнхен) — діячка ОУН з гімназичних часів, заступниця референта УЧХ крайового проводу ОУН ЗУЗ, зв'язкова Романа Шухевича. Лицар Бронзового хреста заслуги УПА.

## Життєпис

Зліва направо Марта Пашківська, Ірина Савицька та Ольга Ільків

Народилася у сім'ї службовців Йосифа (лікар) та Євдокії (учителька) Савицьких. 
Освіта — незакінчена вища: закінчила народну школу у Львові (1939), Львівську академічну гімназію (5.05.1943), навчалася на Державних медико-природничих фахових курсах у Львові (1943—1944). 
Членкиня «Пласту» з 1939 р. Членкиня Юнацтва ОУН із 1939 р., активна учасниця протирадянського та протинімецького підпілля. Працювала вишкільницею в крайовому осередку Юнацтва ОУН. 
У лавах збройного підпілля ОУН із поч. 1944 р.: організаторка і комендантка жіночої школи кадрів в Карпатах (05.-07.1944), заступниця референта УЧХ Крайового проводу ОУН на ЗУЗ (1944—1945), зв'язкова Головного командира УПА Романа Шухевича — «Тараса Чупринки». 
У серпні 1946 р. за дорученням Р. Шухевича, як кур'єрка, із організаційною поштою вирушила на Захід, куди щасливо прибула у грудні 1946 р. У 1948 р. пошлюбила колишнього офіцера-дивізійника Володимира Козака, з яким виховувала доньку Роксоляну. Мешкала в Мюнхені, де активно долучилася до громадсько-політичного життя української діаспори. Впродовж усього життя активно працювала у «Пласті», «Об'єднанні українських жінок». Членкиня ЗЧ ОУН (1946—1954), а згодом — ОУН(з) (1954—2015) та ЗП УГВР. Померла в Мюнхені. Похована на цвинтарі Вальдфрідгоф.

## Нагороди
- Згідно з Наказом Головного військового штабу УПА ч. 1/45 від 25.04.1945 р. заступниуя референта УЧХ Крайового проводу ОУН на ЗУЗ Ірена Савицька — «Бистра» нагороджена Бронзовим хрестом заслуги УПА.